# Sieranevada
Sieranevada – rumuński komediodramat z 2016 roku w reżyserii Cristiego Puiu, opowiadający o rodzinnej uroczystości z nieoczekiwanym finałem. Przenikliwa wiwisekcja relacji między bliskimi oraz refleksja nad codziennymi kłamstwami i niedopowiedzeniami, tworzącymi fundament każdej rodziny.

## Fabuła
Do Bukaresztu przyjeżdża lekarz ze swoją żoną, na rodzinną uroczystość, aby uczcić pamięć zmarłego przed czterdziestoma dniami ojca. Po śmierci na jaw wychodzą jego liczne zdrady i kłamstwa. Syn zmarłego, neurolog, nie może wybaczyć mu nie tylko tego. Nie rozumie dlaczego nestor rodu wybrał karierę sprzedawcy aparatury medycznej dla szpitali. Gdy krewni czekają na spóźniającego się kapłana, na światło dzienne wychodzą dawno skrywane urazy i tajemnice, napięcie dodatkowo wzmagają różnice polityczne między bliskimi. Siostra nie kryje się ze swoimi drobnomieszczańskimi uprzedzeniami, kuzyn obsesyjnie śledzi wszelkie teorie spiskowe o wydarzeniach z 11 września i próbuje nachalnie wciągnąć w dyskusję uczestników stypy. Ciotka jawnie broni systemu komunistycznego i rządów Ceaușescu, jednocześnie krytykując wpływ religii prawosławnej, jednak gdy przychodzi pop odgrywa rolę wzorcowej chrześcijanki.

## Historia powstania
Sieranevada powstała w oparciu o własne doświadczenia reżysera Cristiego Puiu. Wraz ze swoją rodziną również zebrał się przy jednym stole równo 40 dni po śmierci ojca. Film miał być sygnałem ostrzegawczym, który ma przypomnieć ludziom, po co tak naprawdę czcimy pamięć o naszych bliskich zmarłych.

Sieranevada jest historią o rytuale uczczenia pamięci po zmarłym, który nijak się ma do tej pamięci. Sieranevada jest niedoskonałą rekonstrukcją zwykłej uroczystości. Jest historią naszego nieuleczalnego szaleństwa.

## Nagrody i wyróżnienia
Światowa premiera Sieranevady miała miejsce w maju 2016 podczas festiwalu w Cannes. Film, pokazany tam w konkursie głównym, zebrał bardzo pochlebne recenzje. Obraz został rumuńskim kandydatem do Oscara dla najlepszego filmu nieanglojęzycznego, ale ostatecznie nie uzyskał nominacji.

## Obsada
- Mimi Brănescu jako Lary
- Dana Dogaru jako pani Mirica
- Judith State jako Sandra
- Sorin Medeleni jako Toni
- Ana Ciontea jako Ciocia Ofelia
- Bogdan Dumitrache jako Relu
- Rolando Matsangos jako Gabi
- Catalina Moga jako Laura
- Marin Grigore jako Sebi
- Simona Ghita jako Simona
- Tatiana Iekel jako Evelina
- Ilona Brezoianu jako Cami
- Marian Râlea jako pan Popescu
- Ioana Crăciunescu jako pani Popescu
- Valer Dellakeza jako duchowny
- Petra Kurtela jako Jana
- Andi Vasluianu jako Mihaita
- Aristița Diamandi jako Vecina

## Produkcja
Zdjęcia kręcono w Bukareszcie.